# ABN AMRO
ABN AMRO Bank N.V. er en nederlandsk bank med hovedkvarter i Amsterdam. Den blev etableret i 1991 ved en fusion mellem Algemene Bank Nederland (ABN) og AMRO Bank (AMRO).